# Victor Heitzmann
Pour les articles homonymes, voir Heitzmann.
Victor Amédée Heitzmann est un homme politique français né le 18 mai 1816 à Lyon (Rhône) et mort le 31 mai 1885 à Ávila (Espagne).

## Biographie
Ouvrier mécanicien au Creusot, il est député de Saône-et-Loire en 1849, siégeant au groupe d'extrême gauche de la Montagne. Compromis dans la journée du 13 juin 1849, il est déchu de son mandat et exilé.